# Гриціївка
Гриці́ївка — село в Україні, у Срібнянській селищній громаді Прилуцького району Чернігівської області. Населення становить 348 осіб. До 2017 року орган місцевого самоврядування — Гриціївська сільська рада, якій були підпорядковані села Галка, Лозове, Побочіївка. Розташоване на р. Лисогорі, за 7 км від центру громади та за 32 км від залізничної станції Талалаївка.

## Історія
Виникла у 2-й пол. 17 ст. Входила до Срібнянської, з 1761 — до Друговарвинської сотні Прилуцького полку, до Глинського пов. (1782-96), до Прилуцького пов. (1797—1923), до Срібнянського району Прилуцького округу (1923—1930).

### Гетьманщина
Вільне військове село, «до ратуші Срібнянської прислушаюче». Близько 1700 гетьман І. Мазепа надав його своєму племіннику срібнянському городовому отаману Афанасію Мокієвському. 1710 гетьман І. Скоропадський відібрав село і віддав його прилуцькому полковому писарю Андрію Севастияновичу, після смерті якого (1719) Гриціївка перейшла до трьох його синів — Івана, Василя і Матвія.
Старший син, бунчуковий товариш Іван, володів селом років 20. 1737 — 57 госп. селян, 23 госп. козаків (14 виборних, 9 підпомічників); власником селян був Іван Андр. Севастиянович. Після нього Грниціївка дісталася його дочці Марфі і сину Матвію Андр., у якого було двоє синів — Іван і Матвій Матвійовичі. Останні володіли селянами і в 1780; крім них, власником селян був бунчуковий товариш Осип Федор. Лисенко, якого О. Лазаревський вважає чоловіком Марфи Андр.
Всього 1780 в Гриціївці налічувалося: 91 двір (157 хат) селян, 3 двори (8 хат) підсусідків і 17 дворів (38 хат) козаків. У тому ж році споруджена нова дерев. Покровська церква (перша ц-ва збудована до 1725).

### Імперський період
1797 в Г. наліч. 527 душ чол. статі податкового населення. Наприкінці 18 ст. Іван Олександрович Брежинський одружився з Настею Петрівною Севастиянович, яка володіла частиною Гриціївки, і село потрапило Брежинським. На початку 19 ст. (30-ті рр.) поміщиком Гриціївки був Олександр Іванович Брежинський. Його діти володіли селянами Гриціївки до 1861.
Найбільше раніше знаходження на мапах 1812 рік
1859—159 дворів, 1122 ж. У 1861-66 рр. в Гриціївці містилося Волосне правління тимчасовозобов'язаних селян, якому підпорядковано 5 громад (558 ревіз. душ) селян; козаки Г. підлягали Березівському Волосному правлінню відомства Палати державного майна.
Після реорганізації волостей Гриціївка 1867 увійшла до нової Срібнянської вол. 2-го стану. 1886 -13 8 дворів селян-власників, які входили до 2-х сільс. громад(Брежинського та Шкляревича), 57 дворів козаків, 3 двори міщан та ін., 219 хат, 1202 ж.; діяли: нова дерев, ц-ва (1861), земське початкове однокласне училище (засн. 1863, у віданні земства з 1872), 10 вітряків, З олійниці.
1910—315 госп., з них козаків — 103, селян — 196, ін. непривілейованих-6, привілейованих — 10, наліч. 1876 ж., у тому числі 16 теслярів, 15 кравців, 13 шевців, 1 столяр, 4 ковалі, 1 слюсар, 160 ткачів, 3 візники, 79 поденників, 14 займалися інтелігентними та 204 — ін.
неземлеробськими заняттями, все ін. доросле нас. займалося землеробством. 1968 дес. придатної землі. Діяло земське однокласне училище, у якому навчалося 72 хлопч. і 37 дівча т (1912), дерев. Покровська ц-ва (у рад. період закрита).
Станом на 1911 рік - село Грицівка Срібнянської волості Прилуцького повіту Полтавської губернії, населення 1559 осіб.

### Радянська доба
У 1923-30 рр. Г. — центр сільради. 1925 — 370 дворів, 1855 ж.; 1930 — 316 дворів, 1487 ж.; 1996 р. — 137 дворів, 382 ж.